# 六胜塔
24°48′38″N 118°43′17″E / 24.81056°N 118.72139°E
六胜塔位于中国福建省石狮市蚶江镇石農村，泉州湾南畔，又称“日湖塔”、“石湖塔”，是古泉州海外交通的重要航标，2006年作为泉州港古建筑的一部分被列为第六批全国重点文物保护单位。
六胜塔始建于宋徽宗政和元年（1111年），重建于元世祖至元二十二年（1285年），惠宗至元二年（1336年）重修，为八角五级仿木楼阁式石塔，高36.06米。塔座为双层须弥座，塔身各层均有四门、四龛，有浮雕金刚和菩萨立像。 